# 拉马斯
拉马斯（法語：Ramasse，法語發音：[ʁamas]）是法国安省的一个市镇，位于该省中部偏北，属于布雷斯地区布尔格区。

## 地理
拉马斯（46°11'42"N, 5°21'19"E）面积9.86 平方千米，位于法国奥弗涅-罗讷-阿尔卑斯大区安省，该省份为法国东部省份，北起汝拉省，西北接索恩-卢瓦尔省，西接罗讷省和里昂大都会，南至伊泽尔省，东与萨瓦省、上萨瓦省和瑞士接壤。
与拉马斯接壤的市镇（或旧市镇、城区）包括：塞泽里亚、德龙、雅瑟龙、博阿-梅里亚-里尼亚、勒沃纳、维勒勒韦叙尔。

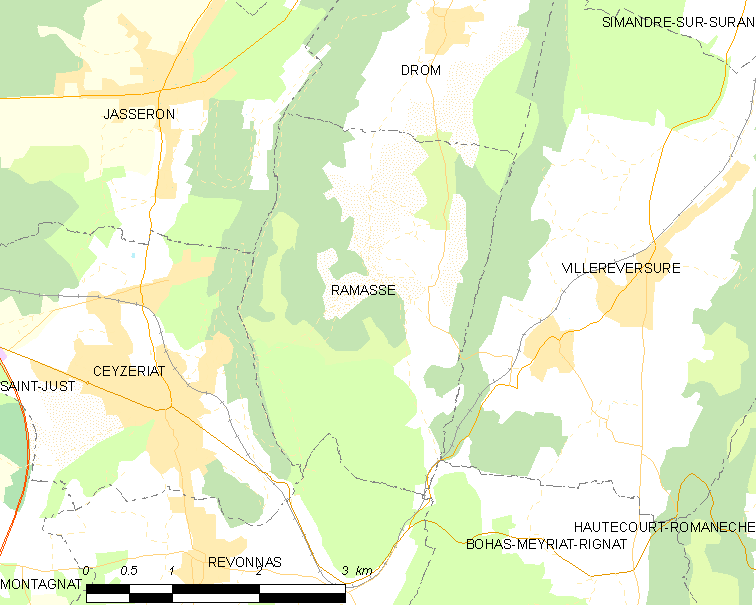
拉马斯的OSM定位图

拉马斯的时区为UTC+01:00、UTC+02:00（夏令时）。

## 行政
拉马斯的邮政编码为01250，INSEE市镇编码为01317。

## 政治
拉马斯所属的省级选区为圣艾蒂安迪布瓦县。

## 人口

1962-2008年间拉马斯人口变化图示

拉马斯于2022年1月1日时的人口数量为332人。